# Tricyphona kirishimensis
Tricyphona kirishimensis är en tvåvingeart som beskrevs av Alexander 1928. Tricyphona kirishimensis ingår i släktet Tricyphona och familjen hårögonharkrankar. Inga underarter finns listade i Catalogue of Life.